# 신천초등학교 (경남)
신천초등학교는 대한민국 경상남도 산청군 시천면 동당리에 있는 공립 초등학교이다.

## 학교 연혁
- 2012년 4월 13일 보건실 현대화 사업
- 2006년 11월 16일 과학실ㆍ보건실 준공
- 2003년 12월 22일 별관(급식소) 준공
- 1998년 3월 1일 중산분교장 통폐합
- 1993년 3월 1일 내대분교장 통폐합
- 1985년 9월 1일 병설유치원 인가 개원
- 1946년 9월 1일 신천국민학교로 승격
- 1938년 4월 1일 덕산공립보통학교 부설 신천간이학교 개교

## 참고 자료
- 신천초등학교 - 한국교육학술정보원 학교알리미